# Robbie Amell
Robert Patrick Amell, född 21 april 1988 i Toronto, Ontario, är en kanadensisk skådespelare och producent, känd ifrån bland annat Left for Dead, Picture This! och ICarly. Robbie Amell är även kusin till Stephen Amell som också är skådespelare. Robbie spelar även "Firestorm" i serien "The Flash".

## Privatliv
Amell är gift med skådespelerskan Italia Ricci sedan 15 oktober 2016.

## Filmografi

### Film
| År   | Titel                             | Roll            | Övrigt                             |
| ---- | --------------------------------- | --------------- | ---------------------------------- |
| 2005 | Fullt hus igen                    | Daniel Murtaugh | Biroll                             |
| 2007 | Left for Dead                     | Blair           | Huvudroll                          |
| 2007 | American Pie Presents: Beta House | Nick Anderson   | Biroll                             |
| 2008 | Picture This                      | Drew Patterson  | Huvudroll (ABC)                    |
| 2008 | The Alyson Stoner Project         | VIP Gäst        | Gästframträdande                   |
| 2009 | Scooby-Doo: In The Beginning      | Fred            | Huvudroll (Warner/Cartoon Network) |
| 2015 | "The Duff"                        | Wesley Rush     |                                    |
| 2017 | The Babysitter                    | Max             | Netflix                            |
| 2018 | When We First Met                 | Ethan           | Netflix                            |
| 2020 | The Babysitter: Killer Queen      | Max             | Netflix                            |

### Television
| År        | Titel               | Roll            | Övrigt                                        |
| --------- | ------------------- | --------------- | --------------------------------------------- |
| 2006      | "Runaway "          | Stephen         | Återkommande roll /2 avsnitt                  |
| 2006—2008 | Life with Derek     | Max Miller      | Återkommande roll /17 avsnitt                 |
| 2008—2011 | True Jackson, VP    | Jimmy           | Återkommande roll /1 avsnitt (för tillfället) |
| 2013-2014 | The Tomorrow People | Stephen Jameson | Huvudroll                                     |

### Gästframträdande
| År   | Titel             | Roll     | Övrigt                               |
| ---- | ----------------- | -------- | ------------------------------------ |
| 2008 | Murdoch Mysteries | Driscoll | "Still Waters" (avsnitt 8, säsong 1) |